# Chaddesley Corbett
Chaddesley Corbett – wieś i civil parish w Anglii, w hrabstwie Worcestershire, w dystrykcie Wyre Forest. Leży 20 km na północ od miasta Worcester i 169 km na północny zachód od Londynu. W 2011 roku civil parish liczyła 1422 mieszkańców. Chaddesley Corbett jest wspomniana w Domesday Book (1086) jako Cedeslai.